# Интернет
| зелен: .com, .org червен: .gov, .mil, .edu | лилав: .uk, .pl, .fr тъмносин: .us, .net | жълт: .jp, .cn, .tw, au, .de бял: други |

Ѝнтернет или глобалната мрежа, а в разговорния български език и накратко като нет (от английското net, мрежа), е глобална система от свързани компютри, която работи чрез стандартизиран комплект от протоколи TCP/IP. Интернет представлява мрежа от мрежи и е съставен от милиони частни, обществени, университетски и академични, фирмени, търговски, а също и съответните държавни мрежи. Интернет служи за отдалечен достъп до голямо разнообразие от информационни ресурси и услуги, най-известни сред които са взаимносвързаните хипертекстови документи на World Wide Web (WWW) и електронната поща.
Повечето традиционни комуникационни средства имат аналози, адаптирани към технологията на интернет. Така например телефонните или телевизионните услуги стават основа съответно на интернет телефонията и интернет телевизията, а издаването на вестници е трансформирано в уебсайтове, блогове и фийдове. Интернет позволява или ускорява възникването на нови форми на общуване между хората, като незабавни съобщения, интернет форуми и социални мрежи.
Създаването на интернет датира от 1960-те години, когато Съединените щати финансират изследователски проекти на различни военни институции, целящи изграждането на устойчиви разпределени компютърни мрежи. Тази дейност поставя началото на международни усилия за развитието на нови мрежови технологии, което довежда до комерсиализирането на международната мрежа в средата на 1990-те години и популяризирането на множество нейни приложения в практически всяка област на съвременния живот.
Интернетът няма централизирано управление нито от гледна точка на техническата реализация, нито в областта на достъпа и употребата, а всяка съставна мрежа използва собствени стандарти. Само най-общите дефиниции на двете основни именни пространства в интернет, IP адресите и Domain Name System, се задават от поддържащата организация ICANN. Стандартизацията на основните протоколи и технически конвенции се извършва от IETF.
По данни на pingdom броят на потребителите на интернет през 2012 г. е 2,1 милиарда души. Към средата на 2015 г. броят крайни потребители надхвърля 3 милиарда. Това до голяма степен се дължи на бурното развитие на мобилните комуникации, предоставящи мобилен интернет, развитието на социални мрежи, които генерират съдържание и поевтиняването на интернет трафика.
Към юни 2017 г. 51% от хората по света имат достъп до интернет.

## История
След като Съветският съюз изстрелва в орбита „Спутник“, през февруари 1958 година в Департамента на отбраната в Съединените щати се създава Агенцията за сложни изследователски проекти (Advanced Research Projects Agency, ARPA) с цел възстановяване на щатското техническо превъзходство. Към нея е създадена Служба за технологията за обработка на информация (Information Processing Technology Office, IPTO), която трябва да продължи разработките на програмата Полуавтоматична наземна среда, свързала за пръв път в мрежа радарните системи в цялата страна. Задачата на IPTO е да подобри надеждността на военните комуникационни мрежи и като първа стъпка да свърже компютърните мрежи на няколко централни военни структури.
На 29 октомври 1969 година в Менло парк, Калифорния, ARPA прави демонстрация на комуникация между компютри, посредством обмен на пакети. Така два компютъра са свързани в мрежа, която впоследствие се разраства и става известна под името ARPANET. През следващите години ARPANET се превръща в световна мрежа. Службата е оглавена от Джоузеф Карл Робнет Ликлайдер, който има значителен опит в компютърните мрежи и е привърженик на създаването на универсална мрежа.
Думата интернет се използва за първи път за описание на междумрежовото свързване в единна глобална компютърна мрежа, която използва протоколния стек TCP/IP. Това става в публикуваната през декември 1974 година спецификация на протокола TCP, написана от Винт Сърф, Йожен Далал и Карл Съншайн. През следващите години идеята за TCP/IP се развива и реализира в някои операционни системи. През 1981 г. ARPANET е разширена, след като Националната научна фондация (на английски: National Science Foundation, NSF) финансира свързването между научни организации (на английски: Computer Science Network, CSNET). През 1982 г. протоколът TCP/IP е стандартизиран, което позволява свързването и на други страни през следващите години в това, което добива популярност като интернет.
Следващото разширение е през 1986 г., когато мрежата на NSF предоставя достъп на учените в САЩ до ресурсите на суперкомпютри, първоначално със скорости 56 kbit/s и по-късно 1.5 Mbit/s и 45 Mbit/s.
В края на 1980-те и началото на 1990-те години започва комерсиализация – започват работа първите търговски компании, доставящи интернет услуги. ARPANET приключва работата си през 1990 и към 1995 г. интернетът в САЩ е напълно комерсиализиран. Интернетът бързо се разраства към Европа и Азия, като към него се включват все повече компютърни мрежи.
Първите търговски услуги са предлагането на електронна поща през 1989 година (MCI Mail и Compuserve обслужват 500 000 потребители.
Все по-належащо става да се разработят методи за по-гъвкав обмен на големи количества информация. Идеята за хипервръзка се свързва с работата на Ванивар Буш от 1945 г., в която се описва машина за четене на микрофилми (The memex). Практическата необходимост води до изобретяването на World Wide Web в ЦЕРН през 1991 г. – проект за всеобхватна информационна система от хипертекстови документи, с което популярността на интернета започва бързо да расте.
През януари 2009 година AMD оценява броя на интернет потребителите на 1,5 милиарда.

## Структура
Интернет има мрежовидна структура, съставена от компютрите, които са част от интернет, и които се наричат сървъри и потребителски компютри, и устройства (рутери, суитчове и т.н.), и други компютри като напр., макар и рядко, хостове (hosts). Обменът на информация между сървър и компютър/интернет устройство се осъществява, като се предава информация от един компютър на друг. Компютърът, който получава информация, се нарича клиент, а този, който я предоставя – сървър. При обмена на информацията тя може да преминава през други компютри. Тяхната работа е да преценяват накъде да препращат информацията, така че тя да достигне крайната си цел. Обменът на информация в интернет се осъществява по определени правила, наречени стандарти. А връзката между компютрите в мрежата се осъществява с помощта на протоколи (съвкупност от стандарти), всеки един от които отговаря за отделна услуга.

## Интернет специалисти
Интернет специалистите се наричат интернет инженери, мрежови администратори, системни администратори, уебсайт администратори, модератори и др.

## Протоколи
Докато хардуерните компоненти в инфраструктурата на интернет мрежите често могат да се използват за да поддържат и други софтуерни системи, дизайнът и стандартизацията на протоколите и софтуера характеризират интернета и предоставят основата на мащабируемостта му, възможностите и успеха му. Отговорността за мрежовия и архитектурния дизайн на интернет и софтуерните системи свързани с него се пада на Работната група за интернет инженеринг (IETF). и други стандартизиращи организации. IETF е съставена от стандартни работни групи, които са отворени за всеки специалист в областта, относно различните аспекти на интернет и мрежовата архитектура. Направените стандарти и достигнатите приноси в стандартизацията се публикуват като RFC документи на сайта на IETF. Главните методи на мрежите, които правят интернета да работи, се съдържат в специално обозначените RFC документи, които представляват интернет стандарти. Други не толкова строги документи са просто информативни, както и някои експериментални, използвани исторически или които посочват добри практики при имплементирането на интернет и мрежови технологии.
Интернет стандартите описват рамката, която в стандартите на интернет протоколите е позната като TCP/IP. Това е мрежови архитектурен модел, който разделя методите в многослойна система от протоколи, първоначално документирани в документите RFC 1122 и IETF RFC 1123. Слоевете съответстват на средата или обхвата, в които работят техните услуги. Най-отгоре е приложният слой, място за мрежови методи, отнасящи се конкретно за софтуерни приложения. Например, уеб браузърът използва приложен модел клиент-сървър и определен протокол за взаимодействие между сървърите и клиентите, докато много системи за файлообмен използват парадигмата P2P. Под този горен слой, транспортният слой свързва приложенията на различни компютри с логически канал през мрежата с подходящи методи за обмен на данните.
Под тези слоеве се намират мрежовите технологии, които свързват взаимно мрежите и обменят трафика между тях. Мрежовият слой позволява на компютрите да се идентифицират и намират помежду си чрез IP адреси и направлява техния трафик по транзитните мрежи. Накрая, най-отдолу на архитектурата се намира физическият слой, който предоставя локална свързаност между компютрите в дадена мрежа (LAN или dial-up). Моделът TCP/IP е проектиран така, че да е независим от хардуера, който се използва за физическите връзки. Цялостният модел OSI се опитва да е разбираем във всеки аспект на комуникацията.
Най-значимият компонент на интернет модела е интернет протоколът (IP), който предоставя системи за адресиране, включително IP адреси за компютрите в мрежата. IP позволява свързаността на мрежи и де факто установява самия интернет. Неговата първоначално използваната версия в първото поколение на интернет е IPv4 и все още е най-широко използваната. Проектирана е да адресира около 4,3 милиарда компютри в мрежа. Обаче експлозивното разрастване на интернета довежда до изчерпването на всички IPv4 адреси, което навлиза в последната си фаза през 2011 г. В средата на 1990-те години е разработена нова протоколна версия, IPv6, предоставяща далеч повече възможности за адресиране и по-ефективно маршрутизиране на интернет трафика. Към днешно време IPv6 се разгръща глобално в световната мрежа, след като регионалните интернет регистри започват да настояват всички ресурсни мениджъри да планират бързо приемане и преход към новата версия.
IPv6 не е директно оперативно съвместим с IPv4. В същността си той установява паралелна версия на интернет, която не е пряко достъпна с IPv4 софтуер. Следователно, трябва да съществуват съоръжения за транслация или възлите трябва да имат двоен мрежов софтуер. На практика всички съвременни компютърни операционни системи поддържат и двете версии на IP. Мрежовата инфраструктура обаче изостава зад това развитие.

## Интернет и комуникационни услуги
Интернет в България първоначално става възможен чрез държавните комуникационни услуги. Интернет предоставя възможност за много типове мрежови услуги, като WWW, електронна поща, социални мрежи, мобилни приложения, мултиплейър игри, интернет телефония и споделяне на файлове.

### World Wide Web
Много хора погрешно използват термините интернет и уеб взаимозаменяемо, но двата термина не са синонимни. Уеб (World Wide Web) е основното приложение, което милиарди хора използват в интернет. Обаче интернет предоставя и други услуги. Уеб е глобален набор от документи, изображения и други ресурси, логически взаимносвързани чрез хиперлинкове и извиквани чрез унифицирани идентификатори на ресурси (URI). Въпросните URI символно идентифицират услугите, сървърите и други бази от данни, както и документите и ресурсите, които предоставят. Hypertext Transfer Protocol (HTTP) е основният протокол за достъп на World Wide Web. Уеб услугите също използват HTTP, за да позволяват на софтуерните системи да комуникират с цел да се обменя бизнес софтуер и данни.
Уеб браузърите като Internet Explorer, Mozilla Firefox, Safari и Google Chrome позволяват на потребителя да навигира от една уеб страница до друга чрез хипервръзки, вградени в документите. Тези документи също могат да съдържат всякаква комбинация от компютърни данни, включително графики, звуци, текст, видео, мултимедия и интерактивно съдържание. Софтуерът от страна на клиента може да включва анимации, игри, офис приложения и научни демонстрации. Чрез търсачки, използващи ключови думи като Yahoo!, Bing и Google, потребителите по цял свят имат лесен и бърз достъп до широк и разнообразен набор от информация в мрежата. В сравнение с печатните книги и енциклопедии, World Wide Web е позволил децентрализацията на информацията в голям мащаб.
Мрежата позволява на индивиди и организации да публикуват идеи и информация за потенциално голяма публика онлайн при многократно намалени разходи и забавяне във времето. Публикуването на уеб страница, блог или създаването на уебсайт включва малко първоначални разходи, а много безплатни услуги също са налични. Обаче, публикуването и поддържането на големи, професионални сайтове с привлекателна, разнообразна и обновена информация все още е трудно и скъпо. Много хора, а и някои компании, използва уеб логове или блогове, които се използват основно като лесно обновяеми онлайн дневници.
Интернет рекламата на популярни уеб страници може да е доходоносна, а електронната търговия (продажбата на продукти и услуги директно по интернет) продължава да расте. Онлайн рекламирането включва имейл маркетинг, маркетинг в търсачки, маркетинг в социални мрежи, много видове медийни реклами (включително банери) и мобилна реклама. През 2011 г. доходите от интернет реклами в САЩ задминават тези от кабелна телевизия и почти не задминават и тези от ефирна телевизия.:с. 19 Много широко използвани практики за интернет реклама са определяни като противоречиви и са все по-чест обект на регулация.
Когато мрежата се развива през 1990-те години, обичайната уеб страница се съхранява в завършен вид на уеб сървър, форматирана в HTML и готова за предаване чрез уеб браузър в отговор на заявка. С времето процесът по създаването и предоставянето на уеб страници става динамично, като се създава гъвкав дизайн, оформление и съдържание. Уебсайтовете днес често се създават чрез системи за управление на съдържанието, които първоначално могат да имат много малко съдържание. Сътрудниците на тези системи, които могат да са платен персонал, членове на организация или обществото, запълват основната база от данни със съдържание, използвайки страници за редактиране, проектирани специално за целта, докато посетителите преглеждат и четат съдържанието в HTML. Може да има или да няма редакционни или одобрителни системи, както и системи за сигурност, които да са внедрени в процеса на приемане на нововъведено съдържание и публикуването му.

### Интернет комуникации
Електронната поща (email) е важна комуникационна услуга, която е налична в интернет. Идеята за изпращане на електронни текстови съобщения между две страни аналогично от изпращането на писма предшества създаването на самия интернет. Към електронните писма могат да се прикачват картинки, документи и други файлове. Имейлите могат да се копират (CC) и изпращат към множество имейл адреси.
Интернет телефонията (VoIP) е друга широко разпространена комуникационна услуга, станала достъпна благодарение на интернет. Идеята се появява в началото на 1990-те години с гласови приложения тип уоки-токи за персонални компютри. В днешно време системите за интернет телефония са толкова лесни за употреба, колкото и стандартния телефон. Преимуществото е, че докато гласовият трафик минава по интернет, той може да е безплатен или много по-евтин от традиционните телефонни обаждания, особено при дълги разстояния и за тези с неограничена интернет връзка. Интернет телефонията постепенно става конкурентна алтернатива на традиционната телефонна услуга. Оперативната съвместимост между различните доставчици се подобрява, а вече е налична способността за правене или получаване на обаждане от традиционен телефон. Налични са прости и евтини мрежови адаптери за интернет телефония, които елиминират нуждата от персонал компютър.
Качеството на разговора все още може да варира от обаждане до обаждане, но често е равностойно или по-добро от това на традиционните обаждания. Някои от оставащите проблеми за интернет телефонията включват обажданията на номерата за спешни случаи и надеждността. Към днешно време малко доставчици на VoIP предоставят обаждания към спешните номера, но това все още не е широко разпространена практика. По-старите традиционни телефони могат да използват само кабела на телефонната линията и да работят дори при спиране на тока. Интернет телефонията никога не може да се справи с този проблем, ако няма непрекъсваемо захранване за телефонното оборудване и интернет устройствата. Съвременните игрални конзоли също предоставят VoIP чат.

### Обмен на информация
Споделянето на файлове е пример за прехвърлянето на голямо количество данни по интернет. Даден компютърен файл може да бъде прикачен и изпратен по пощата до клиенти, колеги и приятели. Може да бъде качен в уебсайт или FTP сървър за лесно изтегляне от други хора. Може да бъде поставен в „споделено място“ или във файлов сървър за незабавно използване от колеги. Изтеглянето на файлове от много потребители може да се улесни чрез P2P мрежи. Във всеки от тези случаи достъпът до даден файл се контролира от потребителска автентикация, преминаването на файла по интернет може да се прикрие чрез криптиране, а понякога може да се изискват и пари за достъп до файла. Цената може да бъде платена чрез отдалечено таксуване на пари, например от кредитна карта, чиито детайли също се предоставят, обикновено напълно шифровани, по интернет. Произходът и автентичността на получения файл могат да бъдат проверени чрез електронен подпис или MD5. Тези прости черти на интернета променят произвеждането, продажбата и разпространението на всичко, което може да бъде сведено до компютърен файл. Това включва всякакви печатни издания, софтуерни продукти, новини, музика, филми, видео, фотография, графики и други. От своя страна това поражда големи трусове във всяка от вече съществуващите индустрии, които преди това са контролирали производството и разпространението на тези продукти.
Видео стриймингът е предоставянето на дигитална информация в реално време за моментална употреба от потребителите. Много радио и телевизионни говорители предоставят интернет поток (feed) от своите продукции на живо. Те могат да позволяват и други възможности като предварителен преглед (прослушване) или повторно преглеждане (прослушване). Всяко устройство, свързано към интернет, може да бъде използвано за достъп на онлайн медийни ресурси, за които преди е бил нужен радио или телевизионен приемник. Наборът от наличните видове съдържание е далеч по-широк, от специализирани технически уебкастове до популярни медийни услуги по заявка. Подкастовете са вариация на тази тема – при тях обикновено звуков материал се изтегля и възпроизвежда на компютър или портативно мултимедийно устройство, за да бъде прослушан в движение. Тези техники, използващи просто оборудване, позволяват на всеки да предава аудио-визуален материал с малка цензура или без лиценз навсякъде по света.
Стриймингът на дигитална информация изисква по-голяма мрежова скорост. Например стандарното качество на картината (SD 480p) се нуждае от 1 Mbit/s скорост на връзката, HD 720p качеството се нуждае от 2,5 Mbit/s, а HDX 1080p се нуждае от поне 4,5 Mbit/s.
Уебкамерите са микроустройства, които са инсталирани или външно или част от самия панел на компютър, монитор, устройство. Те са евтино разширение за визуалната комуникация, която за първи път става възможна между телевизионни екипи, но сега е приложима и за интернет. Докато някои уебкамери могат да предават видео с пълна кадрова честота, картината или е малка, или се обновява бавно. Потребителите на интернет могат да гледат животните в африкански оазис, корабите в Панамския канал, пътния трафик на местния път или да наглеждат собствените си помещения в реално време. Видеотелефонията също е популярна сред потребителите с лични уебкамери, с или без двупосочен звук. YouTube е основан на 15 февруари 2005 г. и към днешна дата е водещият сайт за безплатен видео стрийминг с огромен брой потребители. Регистрираните потребители могат да качват неограничен брой видеа и да създават свой собствен профил. Според YouTube, потребителите им качват стотици хиляди видеа всекидневно.

## Разпространение
Интернет е създаден в САЩ в университетската и научна мрежа през 70-те на XX век.
Интернет в България през 1993 година има основно в София на базата на държавните комуникационни кабелни мрежи и става възможен чрез dial-up устройства.
По-късно покритието за София се разширява, като започва да включва и други градове, като става възможен и интернет към други страни, не само САЩ.
По данни на pingdom броят на потребителите на интернет в началото на 2011 г. е 2,1 млрд. души, от които 922,2 млн. в Азия, 476,2 млн. в Европа и 271,1 млн. в САЩ. В Китай броят на потребителите е 485 млн. души (36,3% от населението на страната).
45% от потребителите са на възраст под 25 години.
Към май 2013 г. 85% от населението на САЩ ползва интернет, а 15% не ползва. 76% ползват интернет вкъщи, а останалите 9% – навън.
В момента интернет достъп има в повечето градове, дори и в селата в България.

## Производителност
Обикновено се приема, че една кабелна интернет връзка има постоянни равнища на скорост с твърде малки вариации, това е логично комуникационно „явление“ като се имат предвид държавните телефонни кабелни мрежи, които също имат стабилен комуникационен харакер, двата типа са еквивалентни.
Тъй като интернет е хетерогенна мрежа, физическите характеристики на мрежите, включително интернет скоростта или в някои случаи като побитовата скорост, на интернет връзките могат сериозно да се различават.

### Прекъсвания
Прекъсване на интернет може да бъде причинено от локални прекъсвания на сигнализацията. Прекъсвания в подводните комуникационни кабели могат да спрат или забавят интернета в големи райони. По-слабо развитите страни са по-уязвими, тъй като разчитат на малък брой връзки с голям капацитет. Наземните кабели също са уязвими, като така например през 2011 г. жена, копаеща за старо желязо, прекъсва по-голямата част от интернета в Армения. Прекъсването на интернет за цели държави може да бъде постигнато от правителства като форма на цензура на интернет, както например спирането на интернет в Египет през 2011 г., когато около 93% от мрежите остават без достъп с цел да се спре мобилизацията за антиправителствените протести.
Много често това се наблюдава при безжичните свързванията.

## Енергийна употреба
През 2011 г. учени изчисляват, че енергията, консумирана от интернет потребителите и поддържащите интернет организации и фирми, възлиза на между 170 и 307 GW, което е малко под 2% от енергията, използвана глобално от човечеството. Тази оценка включва нужната енергия за направата, оперирането и периодичното подменяне на около 750 милиона лаптопа, милиард смарт телефона и 100 милиона сървъра по цял свят, както енергията, използвана от рутери, клетъчни кули, оптични суичове, wi-fi трансмитери и устройства за облачно съхранение, докато работят с интернет.

## Интернет култура
Интернет култура е култура на поведението в интернет. Това е и езикова, писмена култура, но също и култура на потребителското поведение и дори етика на потребителите, системните администратори, техните мениджъри, интернет доставчиците и т.н.
Това е необходимата култура за интернет, за да може той да функционира приемливо.
Това означава, че например, когато редактор на Уикипедия пише в нея не е културно да му се хаква клавиатурата и да се пускат разни неща през нея, независимо колко смешно може това да изглежда на някои.
Интернет има неоспоримо място в културата на обществото по целия свят. През последните години се наблюдават и любопитните явления интернет звезда, интернет терорист и интернет жаргон. Интернет жаргонът е свързан с компютърния жаргон. Интернет също така е подходяща среда за реклама и популяризиране на даден обект, явление и пр. Напоследък добиха популярност интернет бисерите и вицовете – вицове и бисери, които:
1. Са взети от реалния живот, но стават по-популярни след публикуването им в даден уеб сайт (например култовата фраза на българска жена, първо чута в bTV Новините през 2004 г., и достигнала огромна популярност като афоризъм Съпруга съм на три деца. (...) Ако общината в града не вземе спешни мерки ще се самообеся и ще изчезна безкрайно. Друг пример за такава фраза е репликата на актрисата Люба Алексиева от реклама за телевизията – „Кажи, баба, тенкю“, която се сдобива с популярност, подсилена от интернет.)
2. Или се „раждат“ в интернет. Обикновено такива култови реплики, които прерастват в афоризми и вицове, се срещат по интернет форумите.

Развитието на интернета поставя и множество въпроси от философски, религиозен, мирогледен, социален и психологически характер. Например анонимността в мрежата, която мнозина използват, за да изразяват свободно мнението си, понякога води до злепоставяне на личности, стигащо до социален срив. Интернет е публично пространство и всеки, който го използва, трябва да да си дава сметка, че действията му са видими. Всеки потребител на онлайн услуги трябва да е наясно с последиците от присъствието си в интернет, което неизбежно оставя трайни следи.

## Компютърна сигурност в интернет
Компютърната сигурност е важна тема, когато един компютър е включен в интернет. За поддържане на добри равнища на работа на компютъра и защитата му от нежелани потребители, които искат да се свържат с него или дори да ползват негови ресурси, е необходимо да се спазват някои основни правила на ползване на компютър и устройство с интернет, тъй като интернет ресурсите, хардуера и софтуера много често (буквално това се отчита от защитните стени, инсталирани на компютъра всяка „секунда“) стават мишена на злонамерени или дори престъпни опити да се вземе достъп или дори неупълномощен контрол, и така да се създават не просто прекъсвания в интернет връзката или работата на компютъра, той да бъде блокиран в неговата работа, да се възпрепятства работата на потребителя или неговото обучение, някои от базите данни да бъдат повреждани, да бъдат трити файлове или повреждани файловете на компютъра, други видове „интернет измами“ включват хакване на чужд имейл, този вид измами, извършвани от некоректни потребители, могат да се използват за да се ползват банкови сметки на потребители, свързани с имейли, дори да се провежда изнудване за пари или тоест това включва и достъп до личната информация, която се използва за банкови измами.

### Вируси и малуер, които могат да бъдат свалени от интернет

#### Малуер
Зловреден софтуер, който се използва и разпространява по интернет, включва компютърни вируси, които се разпространяват с човешка помощ, компютърни червеи, които се копират автоматично, софтуер за DoS атаки, рансъмуер, ботнетове и шпионски софтуер, който докладва дейността на потребителите. Обикновено, тези дейности са считани за киберпрестъпления. Спекулира се и възможността от кибервойна, която използва подобни методи, но в далеч по-голям мащаб.

### Офисно системно административно наблюдение на офисна мрежа
По-голямата част от компютърното наблюдение включва мониторинг на данните и трафика по интернет. В САЩ всички телефонни обаждания и широколентов интернет трафик трябва да са налични за безпрепятствен мониторинг в реално време от федералните правоприлагащи служби. Програмите за анализиране на трафика (на английски: packet analyzer) осъществяват мониторинг на трафика от данни в дадена компютърна мрежа. Компютрите могат да комуникират по интернет, като раздробяват съобщенията (имейли, изображения, видео, уебстраници, файлове и др.) на малки парчета, наречени „пакети“, които се маршрутизират по мрежата от компютри, докато достигнат целевата машина, където се сглобяват в цялостно съобщение. Устройствата за анализиране на трафика хващат тези пакети, докато пътуват по мрежата, за да изследват съдържанието им, използвайки други програми.
Голямото количество събрани данни от анализаторите на трафика изисква софтуер за наблюдение, които да филтрира и докладва уместната информация, като например използването на определени думи или фрази, достъпа до определени видове сайтове или комуникация по имейл или чат с определени страни. Служби като АНС и ФБР изразходват милиарди щатски долари годишно с цел развитие, закупуване и имплементиране на системи за прихващане и анализ на интернет трафика. Подобни системи се използват и от други държави.

## Интернет култура и цензура

### Цензура
Виж още Култура, цензура, дигитална дипломация, и алтернативни статии като цензура на интернет

Някои правителства като тези на Виетнам, Мианмар, Иран, Северна Корея, Китай, Саудитска Арабия и ОАЕ ограничават достъпа до съдържание в интернет на територията си, особено що се касае за политическо или религиозно съдържание, чрез имена на домейни и филтри с ключови думи.
Някои правителства като тези на Виетнам, Мианмар, Иран, Северна Корея, Китай, Саудитска Арабия и ОАЕ ограничават достъпа до съдържание в интернет на територията си, особено що се касае за политическо или религиозно съдържание, чрез имена на домейни и филтри с ключови думи.
В Норвегия, Дания, Финландия и Швеция по-големите доставчици на интернет услуги доброволно са се съгласили да ограничават достъпа до сайтове, упоменати от властите. Докато този списък със забранени ресурси трябва да съдържа само сайтове с детска порнография, съдържанието му е тайна. Много държави, включително и България, имат закони срещу притежаването или разпространението на определени материали, като например детска порнография, чрез интернет, но не задължават използването на определен филтриращ софтуер. Съществуват различни безплатни или платени програми, които филтрират съдържанието, за да може да се блокират оскърбителни уебсайтове на компютри или мрежи, като така може, например да се ограничи достъпа на деца до порнографски или пропагандиращи насилието материали.
В Норвегия, Дания, Финландия и Швеция по-големите доставчици на интернет услуги доброволно са се съгласили да ограничават достъпа до сайтове, упоменати от властите. Докато този списък със забранени ресурси трябва да съдържа само сайтове с детска порнография, съдържанието му е тайна. Много държави, включително и България, имат закони срещу притежаването или разпространението на определени материали, като например детска порнография, чрез интернет, но не задължават използването на определен филтриращ софтуер. Съществуват различни безплатни или платени програми, които филтрират съдържанието, за да може да се блокират оскърбителни уебсайтове на компютри или мрежи, като така може, например да се ограничи достъпа на деца до порнографски или пропагандиращи насилието материали.

## Интернет в България
Първи интернет доставчик в България е компанията „Цифрови системи“ от Варна, която разработва услуги като електронна поща от 1987 година, а от 1991 г. и bol.bg, като първи български интернет доставчик на dial-up интернет и като част от Европейско-Руската и Амриканска мрежа (тогава още няма китайска), и в този смисъл може да се смята и за част наевропейския интернет (член на EUnet[необходимо е уточнение]). Услугите са достъпни за интернет, компютърните и мрежови специалисти, и и учещите, и учените в областта на информатиката и математиката, и се предоставят и на ниво организации от образованието, науката, инженерните науки и медицината, на инженерните специалисти от армията; и полицията. Компанията създава и първия уебсайт в България www.digsys.bg.
Въпреки това през 90-те години на XX век присъствието на България в интернет е видимо и за чужбина, то е предимно дело на ентусиазирани българи, живеещи в България и чужбина. Първите уебсайтове, съдържащи информация за България, са предимно в текстови вариант и датират от края на 1994 г.:, поддържан от Драгомир Радев и Bulgarian Info, поддържан от Пламен Близнаков. Снимки от България са налични само на ftp сървър някъде в Обединеното кралство[ неясно? ], до създаването на специализирания сайт Български фото албум, поддържан от Георги Петров от 1995 г. насам.
През 1993 г. екип от млади специалисти от България печели конкурс на Европейската програма TEMPUS за проект JEP+ 07878. В проекта участват български, френски, британски и гръцки висши учебни заведения. По този международен проект се закупува оборудването и изгражда вътрешната инфраструктура, както и връзката между 3те най-големи висши учебни заведения в София (СУ, ТУ, и УНСС), а също и се осигурява непрекъснат високоскоростен достъп до интернет от тези учебни заведения. Така се полага началото на академичната мрежа в България, която катализира процесите на навлизане на интернет в обучението и научната работа в България.
През 1999 г. „Интернет общество – България“ взима активно участие в популяризирането на интернет в България чрез публикации в средствата за масова информация, експертни мнения, становища, проекти и др. Основателите му са и сред пионерите на интернет в България. През 1999 г. организацията завежда и печели съдебно дело срещу заповедта на председателя на Комитета по пощи и далекосъобщения, с която се налага лицензионен режим за интернет доставчиците в България. С това става възможна появата на масов достъп до интернет, както и на алтернативни услуги за гласови телефонни услуги (интернет телефония).
Към 2012 г. общо 3,9 млн. души в България (55,1% от населението) разполагат с достъп до интернет, като 1,2 млн. използват фиксирана широколентова връзка, а 2,8 млн. – безжична такава. Раздадени са общо 4,2 млн. IPv4 адреса в страната. Към 2022 г. 87,31% от населението на страната е с достъп до
интернет.